# Martín Suárez de Toledo
Martín Suárez de Toledo o bien Martín II Suárez de Toledo y nacido como Martín Suárez de Toledo y Saavedra (Sevilla, 1520 - Asunción, 1584) fue un hidalgo, militar y explorador español que se desempeñó como teniente de gobernador de Asunción desde 1569 y luego como administrador interino de la gobernación del Río de la Plata y del Paraguay, entre 1572 y 1574, al ser depuesto Felipe de Cáceres quien a su vez estaba suplantando al adelantado Juan Ortiz de Zárate, siendo este hecho perpetrado por el obispo Pedro Fernández de la Torre. En el año 1573 comisionó al entonces alguacil mayor Juan de Garay, para que fundara una nueva ciudad que sirviera de conexión marítima, la cual se llamaría «Santa Fe de la Vera Cruz». Fue el padre de Hernando Arias de Saavedra (Hernandarias) el primer gobernador criollo de América.

## Biografía hasta el cargo de teniente de gobernador asunceno

### Origen Familiar y primeros años
Martín II Suárez de Toledo había nacido en el año 1520 en la ciudad de Sevilla, capital del reino homónimo en Andalucía que formaba parte de la Corona española, siendo hijo del correo mayor sevillano Hernando Arias de Saavedra y de Beatriz Suárez de Figueroa Moscoso — hija a su vez de Martín I Suárez de Toledo y Figueroa, el abuelo materno de quien heredó el nombre y de Francisca de Moscoso y Ribera — y nieto de Fernán Arias de Saavedra, II señor de Zahara y Mariscal de Castilla, comendador de Calzadilla en la Orden de Santiago, alcaide de las fortalezas de Tarifa y Utrera y de su esposa Juana de Mendoza Marmolejo, señora de alcalá, del Marquesado de Alcalá de la Alameda.
Por vía masculina de su trastatarabuelo Fernán Arias de Saavedra Pacheco y Castro, "El Bueno", I señor de El Viso, descendía de los famosos y antiquísimos condes y señores de Saavedra, de cuyo linaje provendrán el Marquesado del Moscoso y el Condado de Castellar, y quien estaba unido en matrimonio con Leonor Martel y Peraza —siendo padres de Juan Arias de Saavedra, I señor de Castellar, y II señor de El Viso, y de Gonzalo Arias de Saavedra, célebre Mariscal de Castilla, casado con Inés Ribera Moscoso de Castilla, los tatarabuelos de Martín Suárez de Toledo— aquella era una hija de Gonzalo Pérez Martel y de Leonor Ruiz de Peraza quienes serían asimismo, trastatarabuelos de Gonzalo Martel de la Puente y Guzmán, XI señor de Almonaster.
Tenía un hermano mayor llamado Hernando Arias de Saavedra que pasaría a ser el sucesor de su padre como correo mayor de Sevilla y se enlazó con Violante de Marmolejo, y además tenía un hermano menor de nombre Cristóbal de Saavedra que también pasaría a América del Sur junto a la expedición de la familia Sanabria que había arribado en 1550 en el bergantín La Concepción que estaba comandado por el capitán Juan de Salazar y Espinosa —que había fundado en 1537 a la ciudad de Asunción, acompañado por Alonso de Escobar y Sotomayor que también fuera vecino fundador de la primera Buenos Aires— y liderado por la joven viuda emprendedora Mencia Calderón Ocampo, quien llevara a las primeras mujeres hidalgas al Nuevo Mundo. Cristóbal de Saavedra se enlazaría con Mencia de Sanabria, la hermana paterna del nuevo adelantado Diego de Sanabria que, al igual que su padre, nunca llegaría a ocupar su cargo.

### Viaje a la Sudamérica española
Se radicó en Asunción del Paraguay donde se desempeñó como oficial del adelantado Alvar Núñez Cabeza de Vaca con quien había pasado a Sudamérica en 1542. A partir de esta fecha, con unos 22 años de edad, se dedicaba a la exploración de nuevos territorios como los del alto río Paraguay, el Mato Grosso y la Amazonia.
Durante el gobierno de Gonzalo de Mendoza, en 1557, solicitó llevar una expedición y refundar el abandonado pueblo de San Francisco de Mbiaza, en la costa atlántica, pero su proyecto no prosperaría ya que Ruy Díaz de Melgarejo estaba dirigiéndose al Guayrá a erigir un nuevo pueblo. Al año siguiente, en 1558, asistió a la elección de Francisco Ortiz de Vergara por el fallecimiento de Mendoza.

### Teniente de gobernador general de Asunción
En 1564, como residente de Asunción, fue regidor de su Cabildo y el 31 de julio de 1569, el gobernador interino Felipe de Cáceres lo designaba como su teniente de gobernador, destituyendo al anterior Juan de Ortega —que había asumido el cargo desde el 19 de octubre de 1564— al mismo tiempo que nombraba a Juan de Garay como alguacil mayor del Río de la Plata.

## Gobernador interino del Río de la Plata y deceso

### Interinato nombrado por el Cabildo asunceno
Luego de ser depuesto Cáceres por el obispo Pedro Fernández de la Torre que lo acusó de herejía, también debido a su mal genio y despotismo, el 14 de julio de 1572, este puso como gobernador del Río de la Plata y del Paraguay a Martín Suárez de Toledo que fue confirmado por el cabildo asunceno el 17 del corriente.

### Gestión de gobierno
Suárez de Toledo ocupando el cargo interino comisionó a Juan de Garay para que fundara una ciudad que sirviera de conexión con el mar, la cual se llamaría «Santa Fe de la Vera Cruz», además le encargó la escolta de la carabela San Cristóbal de la Buenaventura capitaneada por Ruy Díaz de Melgarejo y su segundo el capitán Espinosa que zarpaba el 14 de abril de 1573 en donde llevaría preso a España al derrocado Felipe de Cáceres y al obispo Fernández de la Torre que lo custodiaba para formular oficialmente la acusación ante la Corte —aunque fallecería en la villa lusobrasileña de San Vicente en mayo de 1574— pero solo aquel llegaría a destino, y luego de ser sometido a juicio, Cáceres sería absuelto de culpa y cargo.
El adelantado Zárate al llegar al Río de la Plata, y luego de haber sido auxiliado por Garay, ratificó su nombramiento el 2 de junio de 1574, que lo ejerció hasta el 29 de noviembre del mismo año, fecha en la cual volvería a ocupar el cargo de teniente de gobernador. Al llegar Juan Ortiz de Zárate a Asunción el 8 de febrero de 1575 y enterarse de lo sucedido, lo desautorizó y mandó a apresar por no haber prestado socorro a Felipe de Cáceres, por lo que nuevamente volvería a nombrar como teniente de gobernador a Diego Ortiz de Zárate y Mendieta.
Al transcurrir nueve meses de haber fallecido Zárate, aún seguía detenido Suárez de Toledo en octubre de 1576, siendo Mendieta el gobernador interino del Río de la Plata y del Paraguay hasta que se designara al nuevo adelantado, según consta en el proceso contra Vicencio de Baeza seguido por el nuevo gobernador, en el cual Francisco Carrillo de Saavedra dijo textualmente "que otro gallo cantaría si Suárez de Toledo estuviera libre", aludiendo a las dotes que demostró cuando ejercía el mando de la gobernación. Finalmente el procesado sería ejecutado el día 25 del corriente.

### Fallecimiento
El hidalgo Martín II Suárez de Toledo y Saavedra falleció en el año 1584.

## Matrimonio y descendencia
Martín Suárez de Toledo y Saavedra se había unido en matrimonio entre enero y marzo de 1559 con María de Sanabria Calderón (n. ca. 1535), la primogénita de las segundas nupcias del adelantado Juan de Sanabria e Hinojosa (n. Medellín, ca. 1482 - ib., 1549) y de Mencia Calderón Ocampo (n. Arroyomolinos, ca. 1515). Su hermana segundogénita Mencia de Sanabria Calderón (n. ca. 1538) se enlazaría hacia 1554 con su futuro cuñado Cristóbal de Saavedra. Todos, menos Juan de Sanabria que había fallecido y Suárez de Toledo que había llegado a las Indias en 1542, habían arribado a la América del Sur en 1550 en el bergantín La Concepción del capitán Juan de Salazar Espinosa.
María era viuda del hidalgo extremeño Fernando de Trejo y Carvajal (Plasencia, ca. 1520 - Asunción, e/ 28 y 30 de enero de 1558), un hijo de Fernando de Trejo y de su esposa Catalina de Carvajal y Figueroa, que había fundado sobre la costa atlántica a San Francisco de Mbiaza en 1553, a quien había convertido enlazándose en el mismo año en alguacil mayor del Río de la Plata, y en donde concibieron a fray Hernando de Trejo y Sanabria, futuro primer obispo de Córdoba del Tucumán criollo y uno de los precursores de la fundación de la Universidad de Córdoba, y en Asunción a María de Trejo y Sanabria que se casaría con el capitán Francisco Carrillo Mendoza y en segundas nupcias con Juan Bautista Corona.
Fruto del enlace entre Martín Suárez de Toledo y María de Sanabria hubo siete hijos que adoptarían los diversos apellidos de sus abuelos:
- Inés Suárez de Toledo[31][32][33][34] (Asunción, ca. 1556 - f. ca. 1578) era la única hija natural legitimada del posterior matrimonio de sus progenitores, que se casó muy joven en su ciudad de nacimiento con el general  Alonso de Escobar "el Hijo"[31][32][34] (Asunción, e/ enero y mayo de 1545 - Buenos Aires, finales de 1613) quien fuera vecino fundador de Buenos Aires[31] y su regidor[31] en 1580, y tuvieron, entre otros hijos,[35] a la primogénita Margarita de Escobar y Toledo[34][36] (Asunción,[34][36] ca. 1569 - f. e/ 26 de julio y diciembre de 1641)[34] que se matrimonió también a muy temprana edad en Asunción en 1583[37] con el capitán hispano-extremeño Francisco Muñoz Bejarano "el Mozo"[34][38][39] (Escurial,[34] Tierra de Trujillo,[36][38] 1555 - f. e/ 17 de agosto y diciembre de 1636)[38] quien fuera encomendero[38] desde 1589 y alcalde de primer voto de Buenos Aires en 1603[39] e hijo de Francisco Muñoz Bejarano "el Viejo"[40] (Trujillo,[40] ca. 1550 - Buenos Aires, 1598 o 1599),[40] regidor de Buenos Aires en 1589[40] y procurador general en 1592,[40] y fruto de esta unión nacería Juana de Escobar Bejarano[34] (n. ca. 1591) quien se uniría en matrimonio en Buenos Aires el 24 de abril de 1606 con el hispano-extremeño Antonio Gutiérrez de Barragán[34] (n. Trujillo, 1560), futuros padres de Juan[41] (n. e/ enero y agosto de 1611 - f. antes de 1652) y de Margarita de Escobar Barragán (n. ca. 1613).[34][42]

- Hernando Arias de Saavedra —o bien «Hernandarias»— (Asunción, 1561 - Santa Fe, 1634) que sería el futuro primer gobernador criollo del Río de la Plata y del Paraguay.

- Martín III Suárez de Toledo (n. Asunción, ca. 1565) casado con Francisca de Moscoso y de la Vega (n. ca. 1570), una hija del mestizo hispano-inca Gome Suárez de Figueroa y de la Vega o bien Inca Garcilaso de la Vega, nieta de la ñusta Isabel Chimpu Ocllo y tataranieta del emperador incaico Túpac Yupanqui.[43]

- Beatriz Suárez de Figueroa[31][44] (n. ca. 1567) casada en segundas nupcias de ambos con el general Diego González de Santa Cruz (n. Asunción, 1565), un hijo del escribano hispano-leonés Bartolomé González de Villaverde y su esposa asuncena María de Santa Cruz.[45]

- Ana de Ocampo y Saavedra[23][46] (n. Asunción, ca. 1569)[47] enlazada con Antonio de Añazco[31] (Sevilla, 1556 - Asunción, 1617), teniente de gobernador general de Asunción[31] desde 1597 hasta 1599, que fuera un hijo de Antonio de Añazco y de Juana Ortiz Melgarejo, además de sobrino materno del gobernador interino Francisco Ortiz de Vergara y de Ruy Díaz Melgarejo, teniente de gobernador del Guayrá, quien por enlazarse con Elvira de Becerra y Contreras Mendoza se convertiría en concuñado de Juan de Garay.[48]

- Juana de Saavedra y Sanabria[31][49] (n. ca. 1575 - m. 1640) casada con el general Juan de Garay "el Legítimo"[31] (primera Santa Cruz de la Sierra, ca. 1565 - Santa Fe la Vieja, octubre de 1638) —hijo del gobernante rioplatense homónimo y de su esposa Isabel de Becerra y Mendoza[50] (Cáceres de Extremadura, ca. 1535 - Santa Fe la Vieja, ca. 1608)— con quien tendría seis hijos.

- Francisca Suárez de Figueroa[31][51][52] —o bien Francisca de Saavedra— (n. ca. 1577) en matrimonio en 1615 con el general Francisco González de Santa Cruz[31][53] (n. Asunción, 1560) que fuera en 1589 teniente de gobernador de Asunción.[54]